# Pala Barbadori
La Pala Barbadori (Madonna col Bambino, angeli, san Frediano e sant'Agostino) è un'opera, tempera su tavola (208x244 cm) di Filippo Lippi, datata al 1438. 

È conservata al Museo del Louvre di Parigi a seguito delle spoliazioni napoleoniche nel Granducato di Toscana, mentre i tre scomparti della predella vennero portate agli Uffizi di Firenze. 

## Storia
Gherado di Bartolomeo Barbadori, morto senza figli nel 1429, lasciò i suoi averi ai Capitani di Orsanmichele perché realizzassero a Santo Spirito una cappella dedicata a san Frediano, patrono del quartiere. La cappella venne costruita nella vecchia sagrestia della chiesa e il 7 luglio 1433 si decise di collocarvi una pala. L'opera venne commissionata al Lippi in un momento imprecisato, ma alcuni documenti indiretti indicano l'autore al lavoro sull'opera nel 1437, mentre la lettera a Piero de' Medici di Domenico Veneziano del 1º aprile 1438 cita la pala come non ancora finita.
L'opera restò in Santo Spirito e poi alle Gallerie dell'Accademia fino al 1810, quando venne smembrata e asportata dall'esercito francese come oggetto delle spoliazioni francesi, da allora é esposta al Louvre, mentre le predelle sono agli Uffizi.

## Descrizione e stile

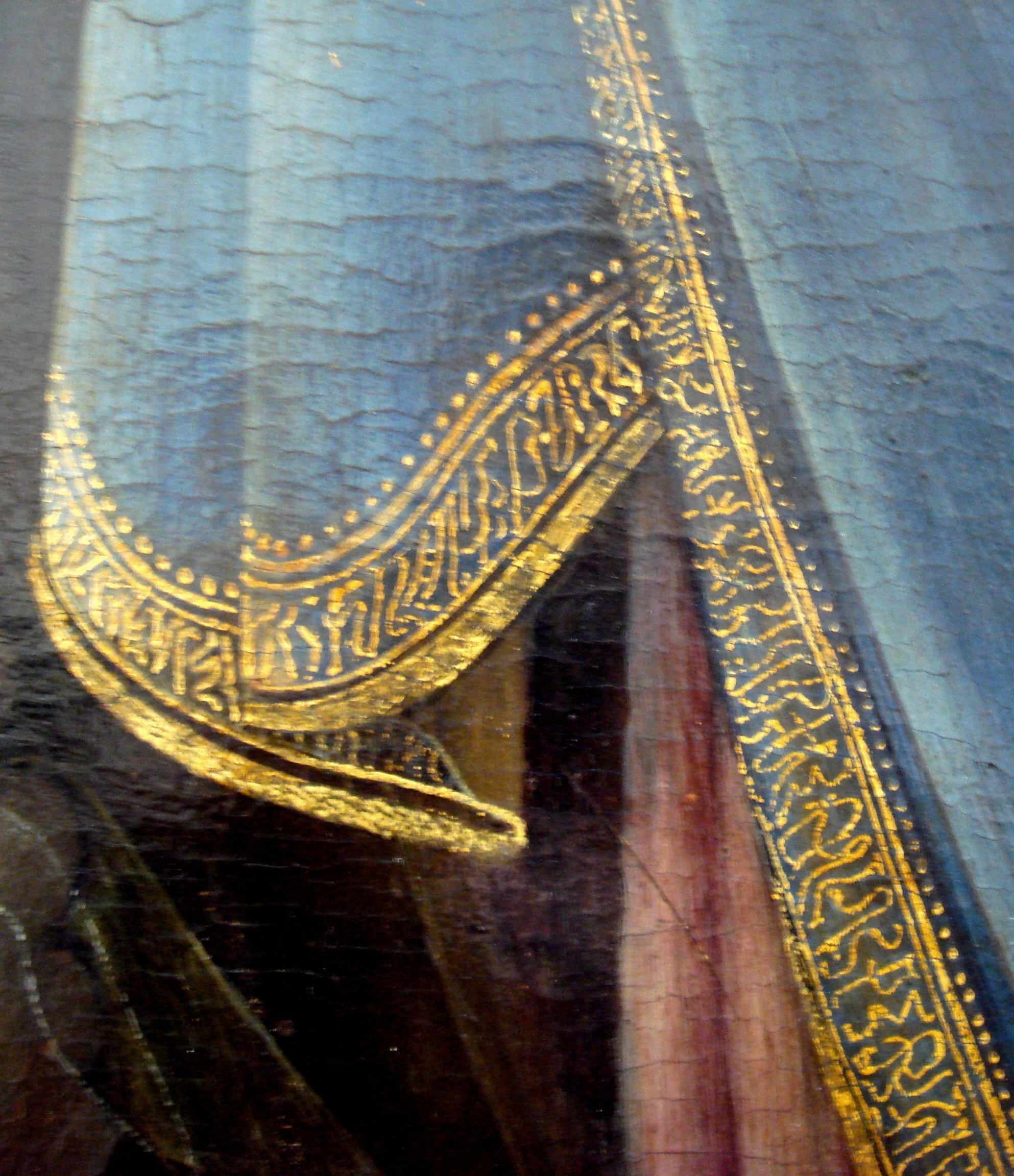
Dettaglio del manto della Vergine

La tavola si dispiega unitaria, ma vi è un accenno alla forma tradizionale dei trittici negli archi della parte superiore e nella tripartizione tramite colonne.
Lippi innovò profondamente l'iconografia della Maestà (Madonna in trono col bambino) facendo alzare in piedi la Vergine, in un rinnovato rapporto tra madre e figlio, e facendo della sua figura il perno dell'intera composizione. L'insieme può sembrare a prima vista dispersivo, ma a un'osservazione attenta si snoda simmetricamente sui suoi lati, con precise corrispondenze. L'unità della composizione è data quindi dall'andamento ritmico delle linee di contorno, un elemento sul quale si focalizzerà sempre maggiormente la pittura del Lippi, affievolendo gradualmente la lezione masaccesca nel dare forte sbalzo volumetrico alle figure, quasi come fossero statue. In quest'opera e ancora maggiormente nei lavori successivi, le ombre sembrano avvolgere morbidamente le figure e modulare i colori con molti passaggi intermedi, dando un effetto di rilievo più delicato.
Il Lippi si ispirò anche alla moderna statuaria: l'angelo sulla sinistra, intento a rialzarsi la veste, è ripreso dal gruppo statuario dei Quattro Santi Coronati di Nanni di Banco, in una nicchia di Orsanmichele.
Originale, per quegli anni, è anche la sostituzione del fondo oro con una quinta architettonica, operata in quegli stessi anni anche da Beato Angelico, con una finestra che si apre sul paesaggio collinare esterno derivata dalle opere fiamminghe. La nicchia a conchiglia sullo sfondo, elemento tipico del Quattrocento fiorentino e di Lippi in particolare, venne ispirata dalla nicchia del tribunale della Mercanzia in Orsanmichele, opera di Donatello.
I santi inginocchiati sono a destra sant'Agostino e a sinistra san Frediano, messi in posizione obliqua. A sinistra, dietro la balaustra, comparirebbe un autoritratto del pittore nella figura del monaco fanciullo.

## Predella
La pala era originariamente corredata di predella, che venne restituita a Firenze dopo la Restaurazione. Essa è composta da tre pannelli (dimensioni totali 40x235 cm), che riportano:
- San Frediano devia il corso del Serchio
- Annunciazione della morte della Vergine e arrivo degli Apostoli
- Apparizione dello Spirito Santo a sant'Agostino

Nella predella, che oggi è conservata agli Uffizi, le figure sono di grande evidenza plastica, con costumi classicheggianti. Alcune innovazioni iconografiche vennero probabilmente suggerite dai monaci agostiniani del convento di santo Spirito, per armonizzare il racconto tradizionale con la loro dottrina teologica. Alcuni critici, come Berenson (1932) attribuirono parti delle scene alla mano del Pesellino.
Predella della pala Barbadori